# Rubino
Rubino war ein «Dorf» und ist seit der Dezentralisierung vom 1. Januar 2002 eine «Gemeinde» sowie bereits seit 1977 eine Unterpräfektur (sous-préfecture) im Département d’Agboville in der Region Agnéby-Tiassa in der Elfenbeinküste in Westafrika.

## Geographie
In Rubino herrscht attieanisches Klima. Vegetation und Wald sind dicht. Rubino liegt rund 25 km oder 22 Bahnminuten nördlich der Departementshauptstadt Agboville an der Abidjan-Niger-Bahn, welche durch SITARAIL, einem Tochterunternehmen der südafrikanischen Eisenbahnen, betrieben wird.

## Geschichte
Während der Kolonialisierung der Elfenbeinküste durch die Franzosen war der Widerstand der Abbey besonders stark. Dies führte 1910 zu einer Schlacht bei Rubino. Dabei stritten die Kolonialherren mit den Einheimischen unter anderem über die Streckenführung der Abidjan-Niger-Bahn. Die Stadt trägt heute den Namen des seinerzeit siegreichen französischen Offiziers.

## Politik
Abgeordneter für die Nationalversammlung der Unterpräfektur ist für die 2005 beginnende Amtsperiode der Hydrologe Angodji N'Gbesso von der Partei Front Populaire Ivorien (FPI; französisch für Ivorische Volksfront). Bürgermeister ist Hubert Dessi, ein Unabhängiger, der das Amt mindestens in der zweiten Amtsperiode (sicher bereits auch schon 2001–2005) innehat.

## Infrastruktur

### Versorgung und Kommunikation
Rubino verfügt über Elektrizität und fließend Wasser. Im Agnéby gibt es vier Wasserfassungen, welche der Trinkwasser-Versorgung von Agboville, Bongouanou, Mbatto und Rubino dienen. Rubino ist ans Festnetztelefonnetz angeschlossen, nicht jedoch ans Mobiltelefonnetz, was gemäß verschiedener lokaler Zeitungsberichte von der Bevölkerung sehnlichst gewünscht – und in Anbetracht der Bevölkerungszahl als lukrativ angesehen – wird.

### Bildungswesen
Die Stadt verfügt über gut 50 Primarschulen und eine Sekundarschule.
In Zusammenarbeit mit der lokalen Nichtregierungsorganisation Echo, developpement, stratégie en Côte d'Ivoire (EDS-CI) wurden kürzlich 17 neue Schulkantinen eingerichtet, womit deren Anzahl auf 51 stieg, womit nun 98 % aller Schulen Rubinos mit Kantinen ausgerüstet sind. Der nationale Durchschnitt beträgt 48 %.

### Gesundheitswesen
Rubino verfügt über Gesundheitszentren. In den Jahren 2001/2002 sind mit Schweizer Beteiligung Konzepte für Mikroprojekte im Bereich Gesundheitsförderung für eine Landgemeinden entwickelt worden. Die Zelle der engagierten Frauen der Medien im Kampf gegen AIDS und für die Frau und das Kind in der Elfenbeinküste (Cellule des Femmes de Médias engagées dans la lutte contre le SIDA en faveur de la femme et de l'enfant en Côte d'Ivoire CFMS-CI) organisierten 2005 Sensibilisierungstage, wie die Regierungszeitung Brüderlichkeit am Morgen berichtet.

### Kirchen
Die katholische Gemeinde St. Hilarius wurde 1983 in den Stand einer Pfarrei erhoben. Sie gehörte zum Pastoralkreis Agboville des Bistums Yopougon und seit dem 14. Oktober 2006 zum Bistum Agboville.

## Bevölkerung
Die Bevölkerung beträgt laut Zensus von 2014 35.553. Sie ist im starken Wachstum begriffen. Die ethnokulturelle Zusammensetzung der Bevölkerung besteht aus Abbey, Krobu, diversen anderen Einheimischen und aus Ausländern. In der Agglomeration von Rubino, welche etwa die Dörfer Amangbeu, Gouabo, Ananguié, Allany, Banguié und Kotchimpo umfasst, zählt knapp 50.000 Einwohner.
| Jahr | Bevölkerung | Quelle |
| ---- | ----------- | ------ |
| 1955 | 11363       | resc.  |
| 1961 | 5000        |        |
| 1965 | 6865        | resc.  |
| 1975 | 9861        | resc.  |
| 1988 | 9559        | resc.  |
| 1989 | 10.000      |        |
| 1993 | 11.644      | est.   |

## Wirtschaft

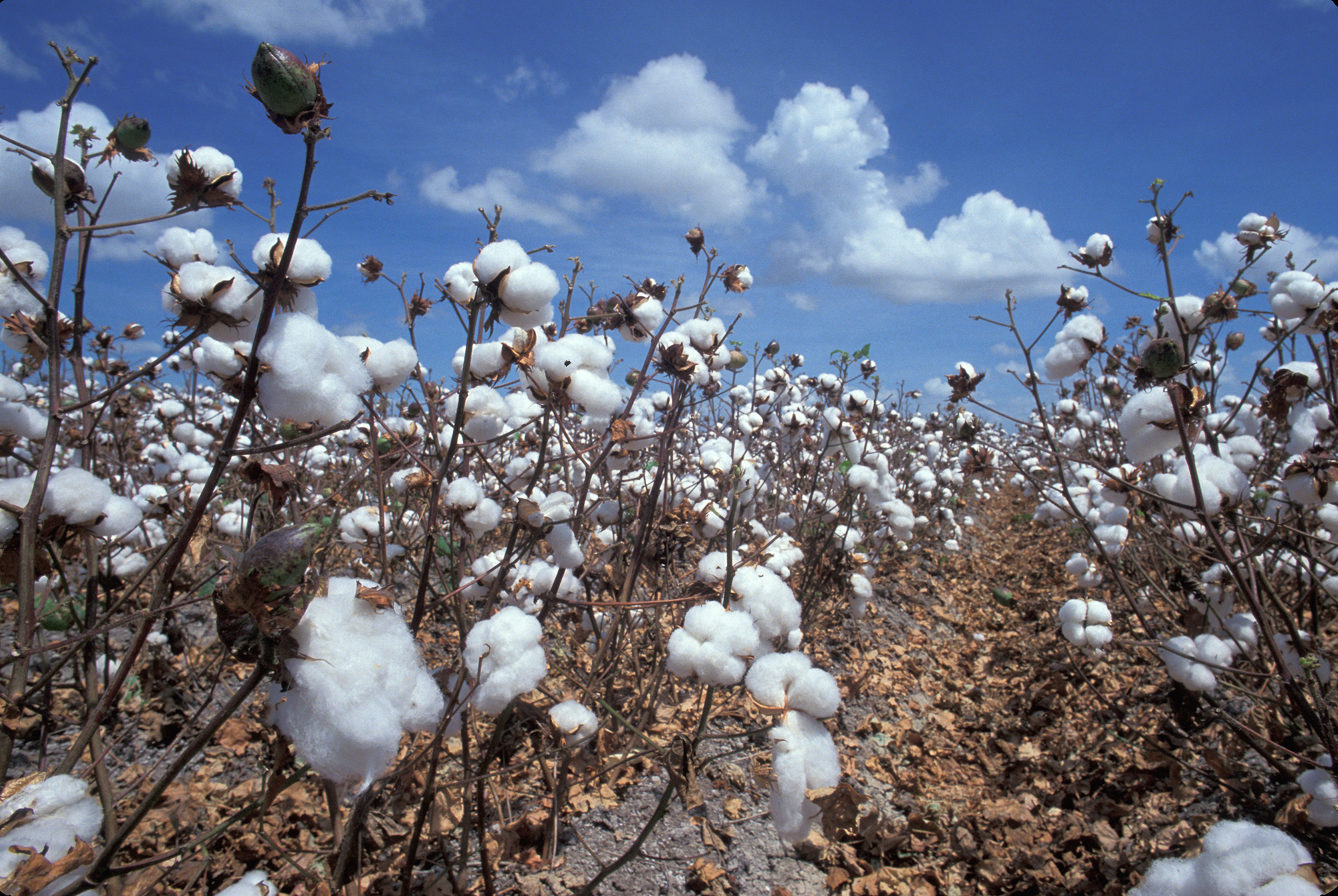
Reife Baumwolle bereit zum Ernten

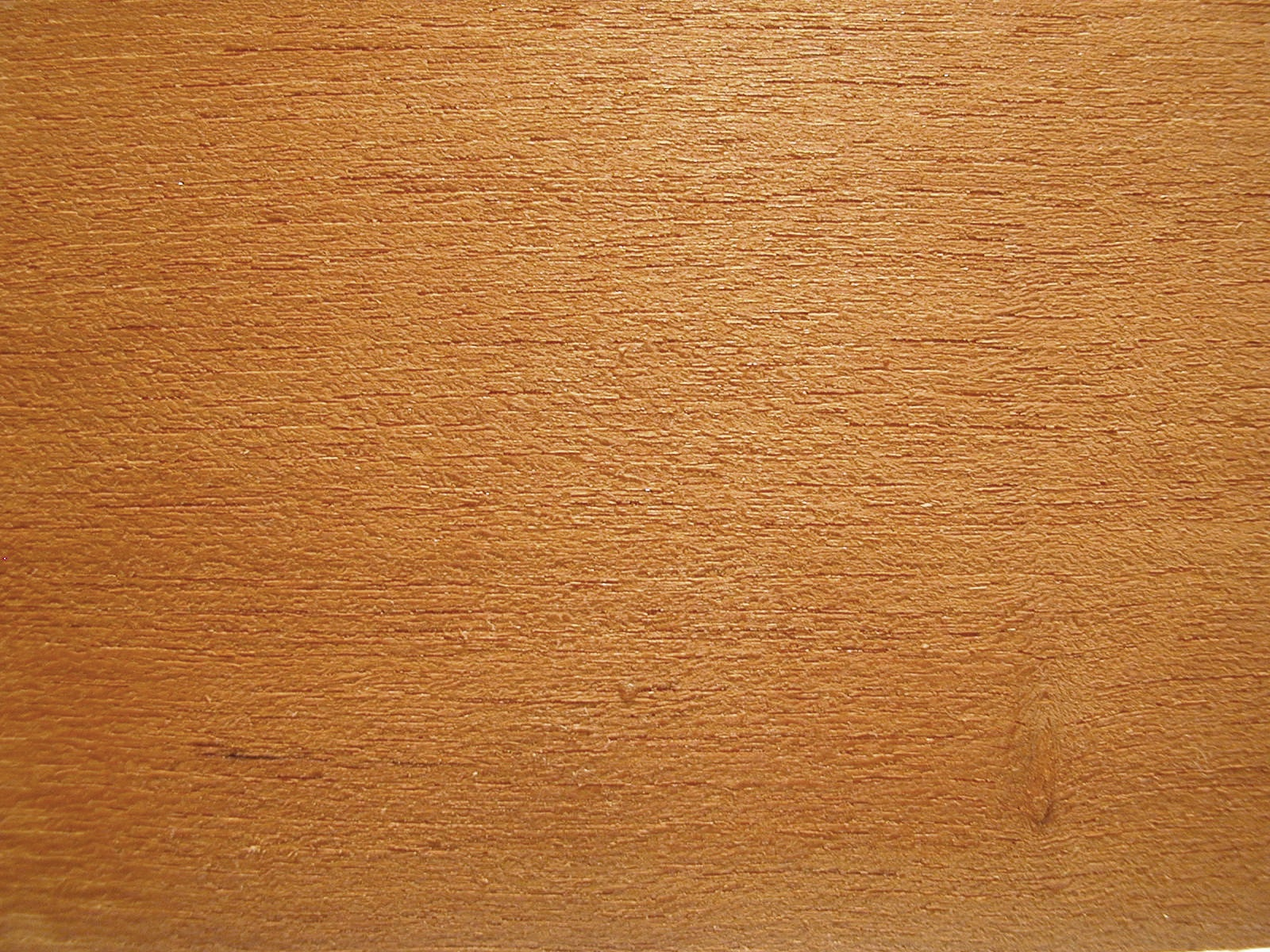
Teakholz

Die Haupterwerbsquellen sind die Land- und Forstwirtschaft.

### Landwirtschaft
Gemäß Berichten von Nichtregierungsorganisationen ist der Norden und das Zentrum des Departements Agboville um Rubino so stark landwirtschaftlich genutzt, dass es fast unmöglich geworden sei, Platz für neue Pflanzungen und Plantagen zu finden. Das auf der althergebrachten Wanderfeldbau beruhenden Gleichgewicht, welche einer Parzelle eine Ruhephase gewährte, ist aus dem Gleichgewicht geraten.
Die Landwirtschaftliche Genossenschaft Rubino (Société Coopérative Agricole de Rubino) produziert qualitativ hochstehende Produkte wie Kaffee, Kakao, Cashewnüsse (Anacarde), Baumwolle, Palmenkerne und Chili. Trotz der Krise gelang es ihr, in den Jahren 2002 bis 2004 eine ausgeglichene Rechnung vorzulegen. Seit Frühling 2005 sucht sie neue Abnahmepartner.

### Forstwirtschaft
Teakholz vom La Séguié (Rubino) ist heller und weniger dicht als das von Bamoro (Bouaké), das gleichmäßig und golden, von hoher ästhetischer Qualität ist, was von den Käufern mehr geschätzt wird. Der Grund dafür liegt in den klimatologischen Bedingungen.
Jährlich werden viele Quadratkilometer tropischen Regenwaldes abgeholzt, zum einen um auf den gerodeten Flächen Plantagenwirtschaft, Viehwirtschaft oder Ackerbau zu betreiben, zu einem Teil wird das geschlägerte Holz zur Produktion von Möbeln verwendet. Der größte Teil wird aber als billiges Bauholz genutzt oder zur Herstellung von billigem Kopierpapier verwendet. Der wenige Wald, der im Süden der Elfenbeinküste noch steht, wird systematisch geplündert. Das Drama ist jedoch, gemäß einem Bericht der Regierungszeitung Fraternité Matin, dass dies in Zusammenarbeit mit den für den Waldschutz zuständigen Regierungsstellen geschehe. In Rubino gibt es bereits heute keine Teakholz mehr und 2007 werde wohl alles abgeholzt sein.